# زایمورک
زایمورک (انگلیسی: Zymeworks) شرکت داروسازی آمریکایی است، که در سال ۲۰۰۳ تأسیس شد.